# Wind Point
Wind Point és una població dels Estats Units a l'estat de Wisconsin. Segons el cens del 2000 tenia 1.853 habitants.

## Demografia
Segons el cens del 2000, Wind Point tenia 1.853 habitants, 736 habitatges, i 587 famílies. La densitat de població era de 586,4 habitants per km².
Dels 736 habitatges en un 29,5% hi vivien nens de menys de 18 anys, en un 75,3% hi vivien parelles casades, en un 3,8% dones solteres, i en un 20,2% no eren unitats familiars. En el 17,8% dels habitatges hi vivien persones soles el 9,4% de les quals corresponia a persones de 65 anys o més que vivien soles. El nombre mitjà de persones vivint en cada habitatge era de 2,52 i el nombre mitjà de persones que vivien en cada família era de 2,86.
Per edats la població es repartia de la següent manera: un 23,5% tenia menys de 18 anys, un 3,3% entre 18 i 24, un 20% entre 25 i 44, un 37,4% de 45 a 60 i un 15,7% 65 anys o més.
L'edat mediana era de 47 anys. Per cada 100 dones de 18 o més anys hi havia 92,5 homes.
La renda mediana per habitatge era de 88.521 $ i la renda mediana per família de 100.614 $. Els homes tenien una renda mediana de 85.555 $ mentre que les dones 49.722 $. La renda per capita de la població era de 53.104 $. Aproximadament el 2,8% de les famílies i el 3,9% de la població estaven per davall del llindar de pobresa.

## Poblacions més properes
El següent diagrama mostra les poblacions més properes.